# Ghosttown
"Ghosttown" é uma canção da cantora estadunidense Madonna, contida em seu décimo terceiro álbum de estúdio Rebel Heart (2015). Foi composta pela própria em conjunto com Jason Evigan, Sean Douglas e Evan Bogart, sendo produzida por Madonna, Billboard e Evigan. A intérprete ouviu trabalhos anteriores de Douglas e quis colaborar com ele e outros compositores. Juntos, eles elaboraram a composição da faixa em três dias. A obra foi lançada na loja virtual iTunes Store ao redor do mundo em dezembro de 2014, em resposta à divulgação ilegal de diversas músicas do disco. Posteriormente, em 13 de março de 2015, foi enviada para estações de rádio italianas mainstream, servindo como o segundo single do material, sendo, ainda, comercializada em CD single e download digital e promovida através de dois pacotes contendo diversos remixes.
Composta como uma faixa edificante, "Ghostotwn" é uma balada pop que apresenta instrumentação de órgão e bateria, com pequenos efeitos de vocoder nos vocais de Madonna. Inspirada pela imagem de uma cidade destruída após armagedom, a obra fala como os sobreviventes continuam suas vidas, com o amor sendo a única coisa na qual eles podem se apoiar. A canção obteve análises geralmente positivas de críticos musicais, que elogiaram os vocais da intérprete, sua produção e suas letras, comparando-a com outras baladas de sua discografia, com alguns comparando a voz de Madonna com a de Karen Carpenter. Comercialmente, a composição conquistou resultados moderados, alcançando as quarenta primeiras posições em tabelas musicais de países como Alemanha, Bélgica, Finlândia, Hungria e Suécia. Nos Estados Unidos, converteu-se na 36.ª entrada de Madonna no periódico Adult Contemporary e tornou-se seu 45.º número um na genérica Hot Dance Club Songs, quebrando seu empate com o cantor country George Strait e fazendo dela a artista com mais faixas a culminarem em uma tabela da Billboard.
O vídeo musical correspondente foi dirigido por Jonas Åkerlund, com quem Madonna havia trabalhado anteriormente em vídeos como "Ray of Light" e "Music", e possui uma participação especial do ator Terrence Howard. Lançado em 8 de março de 2015 no aplicativo Meerkat, o trabalho retrata Madonna e Howard como os únicos sobreviventes de uma cidade destruída. O projeto teve como principal tema "uma situação apocalíptica imitando o fim do mundo" e obteve análises geralmente mistas, com alguns resenhistas elogiando seus visuais e a dança feita pela cantora e por Howard, enquanto outros o definiram como "ridículo". Para a divulgação de "Ghosttown", a intérprete cantou a música em diversos programas europeus durante a divulgação de Rebel Heart, como Le Grand Journal na França, Che tempo che fa na Itália e The Jonathan Ross Show na Inglaterra. Além disso, apresentou-a no segundo iHeartRadio Music Awards, acompanhada pela cantora Taylor Swift tocando violão, e em datas selecionadas da Rebel Heart Tour (2015-16).

## Antecedentes

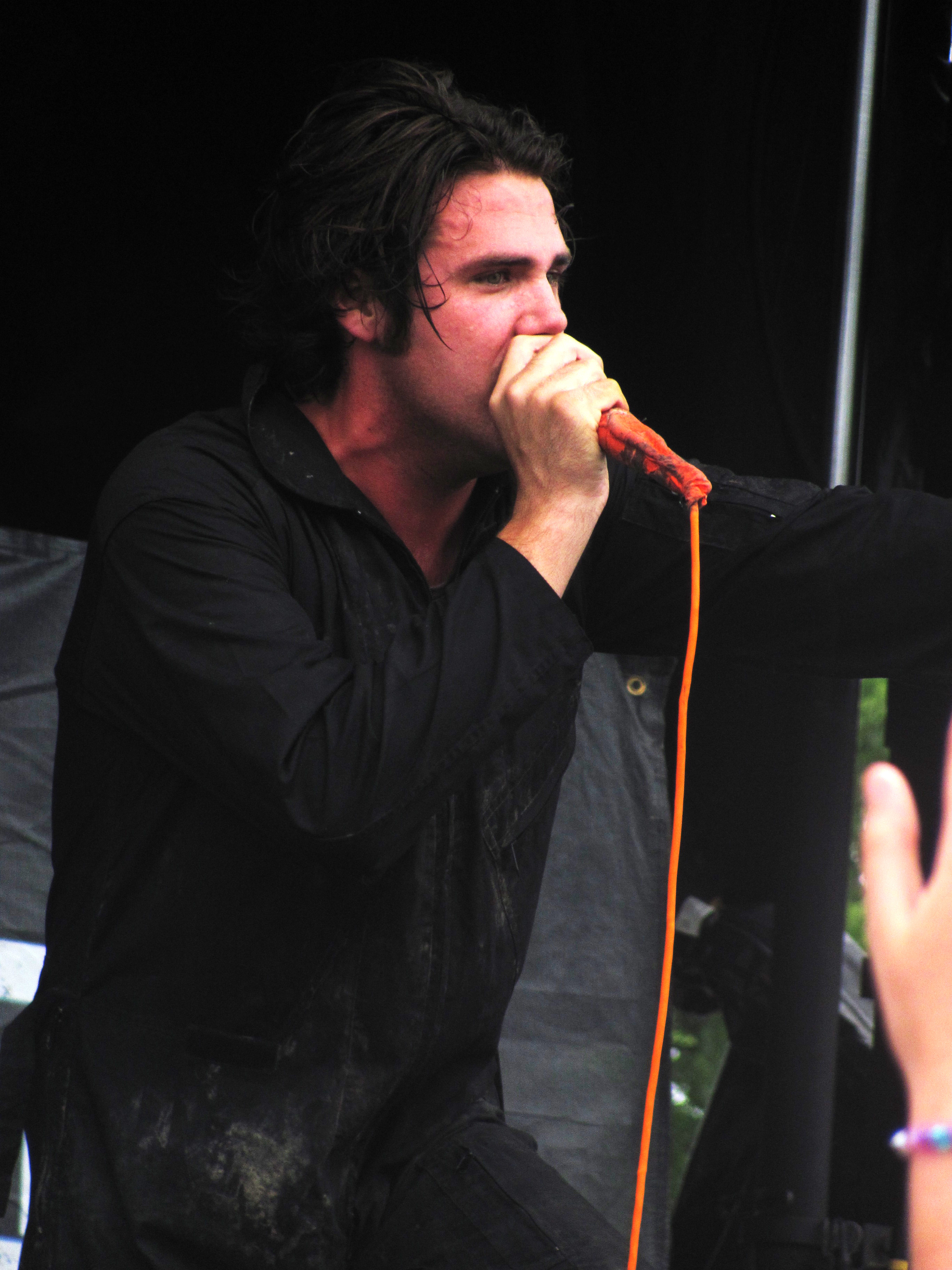
Jason Evigan (imagem) serviu como co-compositor de "Ghosttown" e foi requisitado pessoalmente por Madonna para trabalhar em uma canção, após ela ouvir "Talk Dirty", de Jason Derulo, também co-composta por ele.

"Ghosttown" foi composta por Madonna, Jason Evigan, Evan Kidd Bogart e Sean Douglas, sendo produzida pela cantora em conjunto com Billboard. A sua composição foi elaborada em três dias, depois que a artista pediu pessoalmente para entrar em estúdio com eles. Ela ouviu e gostou da canção "Talk Dirty", de Jason Derulo, que foi co-composta por Evigan e Douglas, e decidiu colaborar com eles. Douglas lembrou que eles haviam terminado uma "grande sessão", dizendo: "Eu estava incrivelmente nervoso por razões óbvias, mas ela se mostrou, foi super gentil e estava pronta para trabalhar. Basicamente, eu tirei isso da minha lista de desejos". Ao falar sobre a sessão de composição, a intérprete explicou:
Nós ficamos juntos em uma sala. Eles começaram a tocar os acordes, e começamos a pensar sobre [as letras]. (...) Quando eu componho com as pessoas, eu sempre tento surgir com um tema. Sobre o que queremos compor? Essa [canção] é sobre uma cidade após o armagedom. A cidade queimada, os prédios em ruínas, a fumaça que ainda permanece após o incêndio. Você sabe o que quero dizer? Há apenas algumas pessoas sobrevivente. Como nós pegamos as peças e prosseguimos a partir dali? De forma meio dramática. Mas não inteiramente impossível nessa fase do jogo (...) e todos nós estaremos em nossa versão de uma 'cidade fantasma' ou em uma versão de uma 'cidade fantasma' e, ao final do dia, tudo que nos restará é a outra pessoa [sobrevivente]. É sobre isso que essa música fala.
Ao discutir o tema de "Ghosttown" com a rádio francesa Europe 1, Madonna falou sobre a intolerância ao redor do mundo, especialmente na França, onde ela acreditava ter perdido sua habilidade de aceitar as pessoas de todas as raças e cores. Acrescentando que "o nível de intolerância e antissemitismo estava crescendo em toda a Europa", ela comentou que o tema apocalíptico da obra era um prenúncio da destruição da humanidade, se a tolerância continuar. A artista concluiu: "O jeito como nos comportamos, tratar um ao outro da maneira que nós estamos sendo tratados, para manter esse nível de intolerância e prejuízo discriminatório (...) o comportamento de ódio de outros seres humanos que são mais diferentes que você".

## Lançamento eremixes
Em dezembro de 2014, um total de 13 canções das sessões de gravação de Rebel Heart foram ilegalmente divulgadas na Internet. Agravada com o ocorrido, Madonna recorreu ao seu Instagram e esclareceu que as faixas eram apenas demos de gravações anteriores. Em entrevista para a Billboard, a cantora disse que após a divulgação ilegal, ela e sua equipe tentaram descobrir de onde surgiram as canções. Em última análise, eles decidiram lançar as obras finalizadas. No dia 20 de dezembro de 2014, o álbum foi disponibilizado para pré-venda na loja virtual iTunes Store. Quando o disco fosse encomendado, seis músicas seriam automaticamente baixadas, incluindo "Ghosttown". A artista adicionou que "preferiria que [seus] fãs ouvissem as versões completas de algumas canções, em vez das faixas incompletas que estavam circulando". Durante a aparição de Madonna no programa televisivo italiano Che tempo che fa, "Ghosttown" foi confirmada como o segundo single do projeto, e foi enviada para estações radiofônicas mainstream do país em 13 de março de 2015. Uma semana depois, foi lançada nas rádios australianas, enquanto que no Reino Unido foi adicionada às estações em 20 de abril seguinte. Além disso, a composição foi comercializada em formato físico e digital, e promovida através de dois pacotes de remixes, dos quais um foi disponibilizado para compra na iTunes Store e o outro para streaming no serviço Tidal.
Em 13 de março de 2015, a Billboard lançou um remix de "Ghosttown" feito pelo DJ holandês Don Diablo, que transformou a balada em uma faixa EDM. Versões feitas por DJs como RedTop, Armand Van Helden, Offer Nissim e Roger Sanchez foram agrupadas em um pacote de remixes lançado para streaming no Tidal. De acordo com o portal Idolator, "RedTop completamente desconstrói 'Ghosttown' e a transforma em algo que você talvez ouça em um bar com piano pós-apocalíptico. É triste e depressivo, porém desafiadoramente dançante". Outro remix, feito por Paul Andrews, enfatiza os vocais de Madonna, acrescentando também piano e orquestra na produção. Andrews explicou que como o vídeo musical da faixa havia sido da maneira que havia imaginado, com "duas pessoas em um lugar obscuro com destruição ao redor, mas que ainda têm uma à outra". Assim, ele queria que as estrofes representassem a realidade da situação e que o refrão representasse a visão deles sobre o mundo por causa de seu amor. Esta versão foi aprovada por Madonna, e também foi lançada exclusivamente em sua conta no Tidal.

## Composição
A composição de "Ghosttown" é "edificante e eufórica" em natureza, possuindo grande alcance com uma série de efeitos melódicos gerados pela música eletrônica. Uma visualização cinemática com a faixa é conquistada por diferentes progressões harmônicas, fazendo que a canção toda soe compacta. A obra começa com sons de acordes de órgãos e uma batida de bateria "empoeirada". Ao invés de ser diretamente uma balada pop, a composição soa um pouco "tensa", devido ao uso de percussão sintetizada e pequenos efeitos de vocoder nos vocais de Madonna. Chris Rosa, do VH1, declarou que a canção "apresenta produção apertada e um refrão de colidir ouvidos que é pura felicidade pop", enquanto Elysa Gardner, do USA Today, descreveu-a como uma mistura de "doçura desarmadamente séria com um arranjo forte e frio". O refrão aparece após 40 segundos na música, com uma pausa preenchida com distorção, uma batida forte e uma progressão harmônica repetitiva. De acordo com a partitura publicada no Musicnotes.com pela BMG Rights Management, "Ghosttown" é definida na assinatura de tempo comum com um ritmo moderado de 79 batidas por minuto. É composta no tom de ré menor, com os vocais de Madonna abrangendo-se entre as notas de fá3 e si bemol4. A canção possui uma sequência básica de dó menor, fá, dó e sol menor nas estrofes e de si bemol, fá, dó e dó menor como sua progressão harmônica. Demacio "Demo" Catellon tratou da engenharia e da mixagem da faixa, enquanto Ron Taylor realizou edição adicional de Pro Tools nos vocais de Madonna e Evigan serviu como vocalista de apoio.
Tematicamente, a introspecção foi listada como um dos temas fundamentais prevalentes em Rebel Heart, com declarações genuínas de reflexões profissionais e pessoais de Madonna e sua "autoconsciência obsessiva". "Ghosttown" é uma das canções que apresenta mensagens sutis, enquanto trata também da união e da consciência religiosa. A cantora reverte o conceito de "perda de amor" com sua idealização romântica, segundo Matthew Harden, do Samesame.com.au, conforme profere "Quando tudo cair / Quando tudo desmoronar / Seremos duas almas numa cidade fantasma". Jim Farber, do New York Daily News, disse que a faixa traz "os elementos mais calorosos da voz [de Madonna]" e "às vezes, seu [alcance] alto soa como o de Karen Carpenter, enquanto a melodia tem a calma envolvente de sucessos como "Live to Tell".

## Crítica profissional
| Críticas profissionais | Críticas profissionais |
| Avaliações da crítica  | Avaliações da crítica  |
| Fonte                  | Avaliação              |
| ---------------------- | ---------------------- |
| Digital Spy            | [ 29 ]                 |
| New York Post          | [ 30 ]                 |

"Ghosttown" foi recebida de forma predominantemente positiva por críticos musicais. Hugh McIntyre, da Forbes, considerou a faixa uma favorita do álbum, enquanto Jon Lisi da PopMatters, adjetivou-a de "indiscutivelmente, a canção de amor mais assustadora da carreira [de Madonna]". Dean Piper, do jornal The Daily Telegraph, sentiu que a canção era a melhor chance da cantora de ter um sucesso nas rádios com Rebel Heart, comparando sua composição com a do álbum Ray of Light, lançado por ela em 1998. Esta opinião foi compartilhada por Gregory Ellwood, do HitFix, que achou ser sua "balada mais comercialmente aceitável" da década de 2010. Hunter Hauk, do The Dallas Morning News, elogiou a entrega vocal de Madonna apesar dos efeitos vocais acrescentados, também considerando a obra um provável sucesso nas rádios para a intérprete. Daryl Deino, do The Inquisitr, também prezou os vocais da cantora em "Ghosstown", juntamente com "Devil Pray" e "Living for Love". Bernard Zuel, do The Sydney Morning Herald, achou que Madonna estava revivendo suas baladas antigas como "Live to Tell", e sentiu que os arranjos eletrônicos complementaram seus vocais. Amy Pettifer, do portal The Quietus, observou que o refrão poderia ser cantado por qualquer outra artista, porém que Madonna, "apesar de ser uma cantora mais fraca, o profere nas apostas da verdade emocional, particularmente nesse fim do espectro mais melancólico. Cantando com uma tonalidade trêmula, sua voz se mantém no espaço limpo, as letras a posicionam como a luz que brilha no escuro e guia. Um hino brilhante, desesperado e vibrante".
Além de comparar os vocais de Madonna em "Ghosttown" com os de Karen Carpenter, Jim Farber, do New York Daily News, também observou que a música apresenta sua voz de "som mais rico" desde a trilha sonora de Evita, comparável a "Live to Tell" e "Crazy for You". Avaliando a canção com quatro de cinco estrelas, Lewis Corner, do Digital Spy, notou que Madonna soa "significantemente mais suave e reflexiva comparada às suas músicas dançantes de bolso dos últimos anos porém, ao fazer isso, tem o maior impacto possível". Jon Pareles, do The New York Times, considerou a faixa uma mistura de "carinho e brilho pós-apocalíptico", acrescentando que ela "implora por um vídeo de romance distópico". Para Bradley Stern, do MuuMuse, uma vez que "Ghosttown" era uma canção inédita que não estava entre as divulgadas ilegalmente, era a mais surpreendente. Com a ampla presença de melodias, Stern lembrou que uma das maiores críticas em relação aos últimos discos de Madonna era a carência de letras memoráveis, que foi dissipada com a canção. Citando uma parte das letras — "Quando o mundo se congelar, eu serei sua proteção / Vamos nos apoiar um no outro", Stern acrescentou que a faixa é um "hino de 'nós contra o mundo' maravilhosamente sincero, adaptado para duas almas vagando sozinhas nesse mundo louco". Gustavo Hackaq, do portal It Pop, também elogiou suas letras e considerou esta uma das melhores baladas da cantora, escrevendo que "há muito tempo ela não lançava uma tão avassaladoramente espetacular". Saeed Saeed, do The National, descreveu a canção como uma "balada poderosa simplificada", e elogiou os instintos de Madonna na música pop. Raquel Carneiro, da Veja, prezou as baladas presentes em Rebel Heart, citando que a cantora "faz um bom trabalho" em "Ghosttown", "HeartBreakCity" e "Messiah".
Hardeep Phull, do New York Post, deu duas estrelas e meia de quatro para a canção e a descreveu como musicalmente e emocionalmente "agitada", mas considerou-a suave e simples enquanto também era uma "grande balada [com] sintetizadores de solidariedade". Escrevendo para a i-D, Nick Levine sentiu que a canção foi reforçada pela "gloriosa bomba furtiva de um refrão". Jed Gottlieb, do Boston Herald, elogiou as técnicas de produção de Billboard e a mistura do EDM e da introspecção lírica no número, enquanto focava no refrão "grudento". Michael Jose Gonzales, da revista musical dinamarquesa Gaffa, aprovou a decisão de Madonna de enfatizar seu canto com faixas "com relevo problemático e melódicas" como "Ghosttown". Para um resenhista da revista Q, a obra mostra uma "maravilhosa finalidade", enquanto atinge uma nota tentativa. Zel McCarthy, da Vice, considerou-a uma "preenchedora do álbum" mas acreditou que ela mostra as "cordas vocais [de Madonna] e sinceridade emocional raramente implantada". Sal Cinquemani, da Slant Magazine, inicialmente achou a canção a menos memorável das seis lançadas na pré-venda de Rebel Heart, porém na resenha do disco completo ele explicou: "Uma década de Madonna disco facilita esquecer que ela é uma baladeira habilidosa, e a pós-apocalíptica 'Ghosttown' pega um modelo genérico do pop contemporâneo (pense em 'Halo') e o sela com seu estilo singular à la 'Take a Bow'". A Rolling Stone elegeu "Ghosttown" a 16.ª melhor música de 2015, definindo-a como uma "balada poderosa indomável para um mundo arruinado que parece tão boa que você talvez comece a torcer pelo apocalipse". Eleitores da revista a consideraram a melhor do ano, com a editora Brittany Spanos escrevendo que "mesmo em um ano bom para a música pop, Madonna ainda é a rainha" e que a composição "mostra uma das performances vocais mais fortes da cantora".

## Vídeo musical

### Desenvolvimento

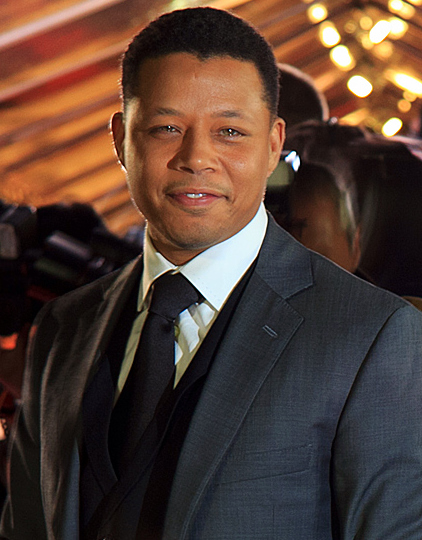
O ator estadunidense Terrence Howard participa do vídeo de "Ghosttown".

Em entrevista ao The Howard Stern Show, Madonna confirmou que iria filmar um vídeo musical para "Ghosttown" em Los Angeles. Dirigido pelo sueco Jonas Åkerlund, com quem Madonna havia trabalhado anteriormente em "Ray of Light", "Music", "Jump" e "Celebration", o vídeo também teve a participação do ator estadunidense Terrence Howard. Foi produzido pela Black Dog Films e editado por Danny B. Tull, que contou com edição adicional de Hamish Lyons. Outros profissionais envolvidos incluem Emma Fairley no design de produção, Christian Zollenkopf na direção artística, Amy Sather Smith na decoração de cenários, Tomoya Imai nas ilustrações, Linda Lauderbagh nas artes cênicas, Sherry O'Connor nos efeitos especais com supervisão de Ian O'Connor, John L. Baker como engenheiro de vídeo e Sean P. Curtis como técnico de imagem digital.
O tema principal por trás do projeto era "uma situação apocalíptica imitando o fim do mundo", conforme descrito por Kim Peiffer, da InStyle. O diretor concebeu o conceito de um futuro distópico e filmou o vídeo em uma velha aciaria. As roupas de Madonna foram desenhadas por B. Åkerlund, esposa de Jonas, que misturou tendências da moda contemporânea como militar, líder de banda e vitorianismo e deu a elas suas características assinatura. Ela criou um casaco de couro com uma capa esvoaçante, da grife Chrome Hearts, considerando a silhueta rock-n-roll do vídeo. Laurie Lynn Stark, co-proprietária da Chrome Hearts, falou sobre trabalhar com Madonna na gravação, tendo trabalhado com a artista previamente em sessões fotográficas. A Chrome Hearts recebeu uma notificação de uma semana para trabalhar com Åkerlund e, após algumas conversas pelo telefone, o grupo encontrou-se com a estilista em sua fábrica. Åkerlund lhes falou sobre a inspiração e os conceitos para os figurinos feitos por sua esposa, e a equipe de Stark juntou as peças de couro e as estruturas de jaqueta, finalizando com botões e manchas cruzadas. Esta tarefa foi fácil para eles, uma vez que tanto a estilista quanto a grife tinham a mesma visão do design em sua mente, "assim, o desafio era como trazer à tona de maneira mais dramática e bonita". Todo o figurino levou cerca de uma semana e um total de pessoas para finalizá-lo, para conquistar a atmosfera de combinação de "Apocalipse com o Rock & Roll com um pouco de estado de naufrágio" que Åkerlund queria.
O resto do conjunto incluiu couro, combinações metálicas, um colete de seda verde de A.F. Vandevorst, e roupas de algodão de Greg Lauren. O short de renda usado por Madonna era mais vintage, e a estilista queimou o sutiã da Agent Provocateur da cantora e aplicou poeira nele, para dar efeitos especiais. Toda a inspiração para Åkerlund por trás dos figurinos foi Jonas, bem como o interesse do casal no rock-n-roll. Madonna aprovou as roupas, dizendo que "foi mágico (...) representou perfeitamente a atmosfera que queríamos trazer para o vídeo". Ela também pediu um taco de golfe e uma faca de bolso para deixar o estilo mais ousado. O cabelo e a maquiagem de Madonna foram tratados por Andy LeCompte e Aaron Henrikson, respectivamente. Em entrevista para a Sveriges Television, Åkerlund explicou que, para a primeira tomada, onde Madonna está deitada na cama, ela queria botas que parecessem braçadeiras de perna. Ela contatou uma designer em Nova Iorque, que disse ter desenvolvido tais peças para a moda de fetiche. A estilista queria que ela fornecesse também os desenhos para os braços.

### Lançamento e sinopse

A caracterização de Madonna no vídeo de "Ghosttown", como retratada na imagem acima, foi comparada com a da cantora Stevie Nicks.

Após completar as filmagens do vídeo de "Ghosttown", Madonna divulgou imagens desfocadas dos cenários de gravação e, em 3 de abril de 2015, anunciou que a gravação seria lançada na semana seguinte. Mais tarde, ela postou uma prévia de 16 segundos do vídeo em sua conta no Tidal. O trecho a mostrava em uma roupa de couro preta, caminhando por uma área sombria e destruída, intercalada com símbolos religiosos como um coração imaculado e carcaças de animais. O lançamento foi inicialmente confirmado para 7 de abril de 2015 no aplicação de transmissão de vídeos ao vivo Meerkat, mas acabou sendo reagendado para o dia seguinte. Para Stuart Dredge, do The Guardian, a escolha do Meerkat para lançar o vídeo foi perplexa, uma vez que "agora [Madonna] é uma das 16 co-proprietárias do serviço de streaming musical Tidal, que está planejando usar semelhantes estreias exclusivas de vídeos para se promover".
O vídeo começa com um anúncio na televisão de que atividades nucleares destruíram cidades como Londres, Paris, Nova Iorque e Los Angeles, e que o fim está próximo. Em seguida, é mostrado um quarto onde Madonna está deitada em sua cama assistindo as notícias sobre a explosão nuclear. Conforme a canção começa, visivelmente angustiada, Madonna caminha até a sua penteadeira, se senta e beija uma fotografia emoldurada de sua mãe, enquanto olha para si mesma. Ela adorna uma capa ao seu redor, pega uma vara e um chapéu, e sai de sua casa, ao passo em que o refrão da música começa. A cantora é vista no que parece ser uma cidade pós-apocalíptica destruída, onde não há sinais de vida e pôsteres do álbum Rebel Heart são vistos sendo queimados. Ela olha ao seu redor e anda cuidadosamente entre a destruição, enquanto gira em torno da capa.
Enquanto anda, Madonna mexe em escombros, tenta fazer uma ligação em um telefone público, se frusta, e começa a amassar objetos na sua frente com a vara. Suas ações chamam a atenção de um homem, interpretado por Howard. Ele pega seu rifle para atirar em um objeto, mas ao ver a artista pelas lentes, corre até ela. Eles se encontram em um edifício destruído, olham um para o outro e andam em círculos com as armas em suas mãos. Eles se aproximam e, em vez de se atacarem com as armas, se abraçam e dão início a uma rotina de dança, coreografada por Megan Lawson. Após completarem os passos, e a canção terminar, a dupla nota um menino os observando a partir do edifício destruído. A gravação termina com Madonna e Howard deixando a cidade com o menino de mãos dadas e um grande cachorro, com um panorama da destruição sendo exibido.

### Recepção
Jason Lipshutz, da Billboard, descreveu o vídeo como uma "trilha sonora apropriada" para a dança coreografada entre Madonna e Howard, e elogiou a última cena. Eliana Dockterman, da Time, acreditou que Howard foi contratado para o vídeo uma vez que já atuava e dançava na série Empire. Brett Mallec, do E!, compartilhou este pensamento e acrescentou que "as habilidades de dança [de Madonna e Howard] não são tão ruins". Louis Virtel, do HitFix, fez dez observações sobre o projeto, concluindo que deveriam ter mais sequências de dança para animar os visuais e, assim, não podendo estar no mesmo nível de outros lançamentos de Madonna. Escrevendo para a Rolling Stone, Kory Grow elogiou os visuais, dizendo que "a melhor parte do vídeo é uma cena principalmente angustiante para a pop star" e comparou o vídeo com a série televisiva The Last Man on Earth. James Elliott, da revista Complex, considerou o trabalho "cativante" que manteria alguém "surpreso", embora tenha o achado longo.
Quatro colunistas do Idolator avaliaram o vídeo. Robbie Daw deu uma nota 9 de 10, escrevendo que "Este é o melhor vídeo de Madonna desde 'Hung Up', sem mencionar sua melhor escolha de single desde aquela época". Eles elogiaram seu estilo semelhante ao de Stevie Nicks e a descreveram como uma "maravilhosa moça vampira pirata feiticeira". Entretanto, Mike Wass deu uma crítica negativa ao produto, chamando-o de uma "vergonha desajeitada completado com efeitos especiais coxos, uma aparição de celebridade desnecessária e a cena de dança mais estranha de todos os tempos". Sal Cinquemani, da Slant Magazine, também fez uma resenha negativa, chamando-o de "artificial" e o descrevendo como um "conto cauteloso" comparável ao vídeo cancelado de "American Life", da própria Madonna. Ele criticou a execução geral do vídeo, concluindo: "Nas mãos de outro diretor (digamos, o amigo de Madonna e frequente colaborador Steven Klein), 'Ghosttown' talvez tenha sido mais do que pornografia glorificadora de ruínas ridícula, mas pelo menos não teria zumbis".

## Apresentações ao vivo
Em 26 de fevereiro de 2015, Madonna apareceu no The Jonathan Ross Show na Inglaterra, que foi transmitido em 14 do mês seguinte. Ela apresentou uma versão editada de "Living for Love" e "Ghosttown", esta última pela primeira vez, e usou um vestido preto de Marc Jacobs e botas da mesma cor para a performance. Em 1º de março, a cantora participou do programa de televisão italiano Che tempo che fa, que foi transmitido sete dias depois. Enquanto falava com o apresentador Fabio Fazio, ela cantou "Devil Pray" e "Ghosttown". Um escritor do Yahoo! notou que ambas as interpretações foram recebidas calorosamente pela plateia, enquanto Lionel Nicaise, do canal francês MCM, apreciou o fato de Madonna ter dado maior ênfase nas melodias e em seus vocais durante a apresentação, em vez de figurinos e adereços do palco.

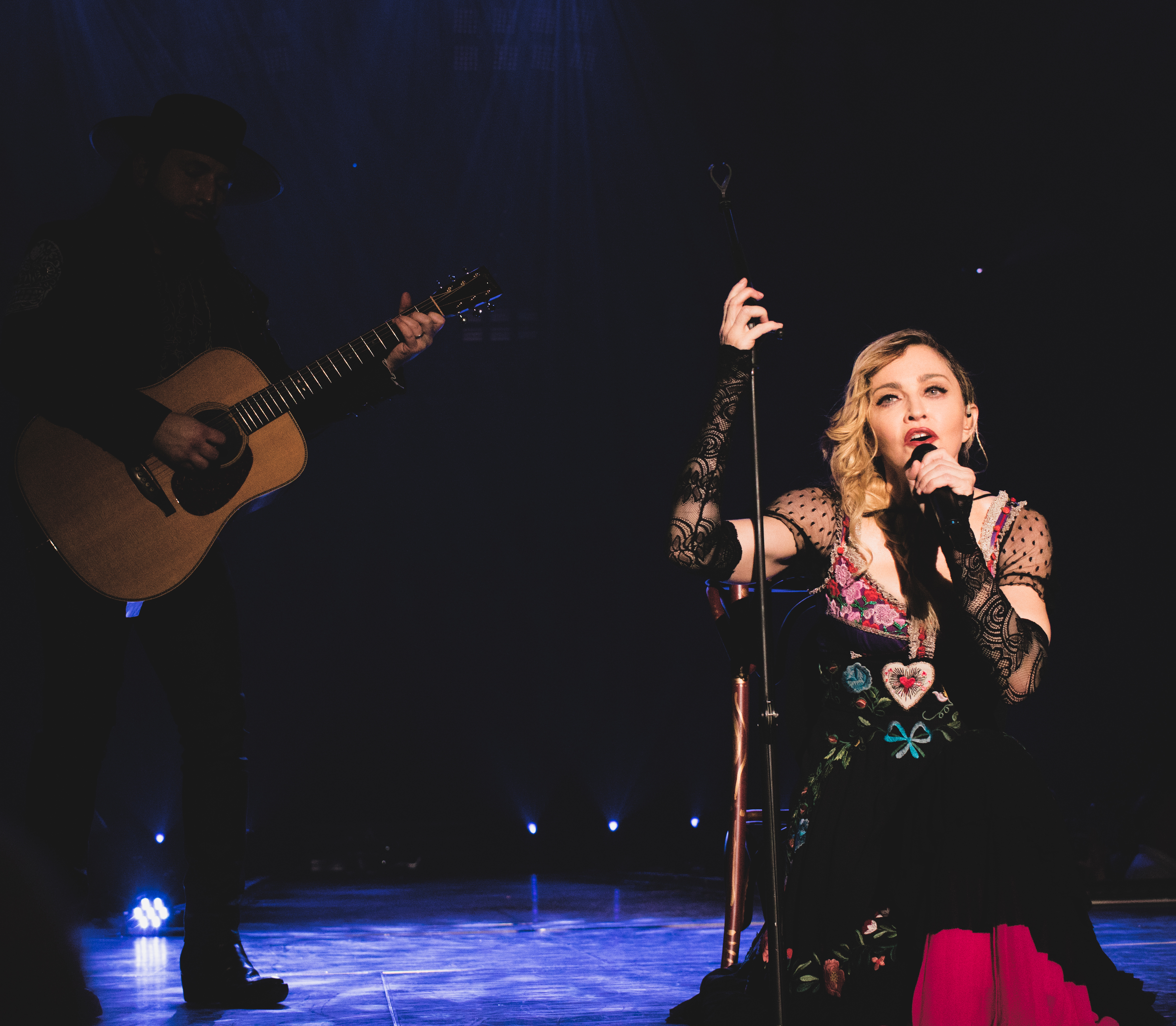
Madonna apresentando "Ghosttown" no concerto de 24 de setembro de 2015 da Rebel Heart Tour, realizado no Wells Fargo Center na Filadélfia, Pensilvânia.

No dia seguinte, a intérprete apareceu no francês Le Grand Journal, onde cantou o mesmo repertório do The Jonathan Ross Show. Nicaise descreveu a performance como "uma interpretação íntima da já conhecida balada". Escrevendo para o portal Idolator, Bradley Stern a considerou "profundamente emocional", onde Madonna sentou próxima a um piano e cantou a faixa. Nos telões localizados em ambos os lados da plataforma, imagens de cidades em chamas foram transmitidas, incluindo as do colapso do World Trade Center durante os ataques de 11 de setembro de 2001. A apresentação seguinte ocorreu no The Ellen DeGeneres Show nos Estados Unidos, como parte das aparições diárias de Madonna no programa durante a semana de lançamento de Rebel Heart, entre 16 e 20 de março. No dia 18, ela apresentou "Ghosttown" usando um vestido de couro preto e ajoelhou-se em um determinado momento, levantando-se para cantar o refrão final. Stern deu uma análise positiva para a apresentação no MuuMuse, dizendo que "Madonna entregou outra performance movimentada do número pós-apocalíptico. De fato, foi provavelmente a melhor dela até a data, desde a escolha do figurino até a entrega vocal crua e emotiva".
Madonna cantou uma versão acústica de "Ghosttown" na segunda edição dos iHeartRadio Music Awards, ocorrida em 29 de março de 2015. Ela foi acompanhada pela cantora Taylor Swift no palco, que tocou violão. Elizabeth Vanmetre, do New York Daily News, notou que esta foi uma apresentação "subjugada" para Madonna, enquanto Mikael Wood, periodista do Los Angeles Times, chamou-a de uma "versão apelativamente alegre da música". Cathy Applefeld Olson, da revista Billboard, declarou que esta foi "a melhor performance da cerimônia", descrevendo Madonna e Swift como "almas gêmeas". Para Daniel D'Addario, da publicação Time, a apresentação foi "o melhor tipo de colaboração", acrescentando que Swift parecia animada de estar no palco com Madonna. A apresentadora Ellen DeGeneres divulgou um vídeo parodiando a performance em sua página oficial. A gravação a mostra adicionada do lado de Madonna e Swift por computação gráfica, tocando violino. Ela acidentalmente arranca o cabelo de Madonna com seu violino e, no final, a cantora quebra o instrumento ao tirá-lo da mão da apresentadora, e vai embora com Swift.
"Ghosttown" ficou inicialmente excluída do repertório da Rebel Heart Tour. Porém, no show feito em 19 de setembro de 2015 no Barclays Center, no Brooklyn, Nova Iorque, Madonna anunciou que apresentaria a faixa pela primeira vez na turnê, mas sem ser ensaiada, acrescentando: "Essa é a verdade. Então, se eu errar, vocês me perdoam", e cantou uma versão acústica. De acordo com Robbie Daw, do Idolator, a apresentação foi recebida positivamente pelo público. Sal Cinquemani, da Slant Magazine, descreveu-a como uma "versão agitada, se não sombria, da [canção] 'deveria ter sido um sucesso inesperado' (...) que trouxe lágrimas aparentemente verdadeiras aos olhos [de Madonna], um desenvolvimento que pareceu até mesmo surpreendê-la". Uma segunda apresentação da obra na turnê ocorreu no concerto feito cinco dias depois no Wells Fargo Center, na Filadélfia, Pensilvânia. Em 27 de julho de 2017, Madonna fez uma aparição surpresa no baile anual de Leonardo DiCaprio para angariar fundos, que ocorreu em Saint-Tropez, França, e interpretou "Ghosttown", junto com "4 Minutes", "Ray of Light", "Open Your Heart" e "La isla bonita", usando um terno verde com penas.

## Faixas e formatos
"Ghosttown" foi lançada em download digital contendo apenas a canção original, enquanto o CD single contém esta versão e um remix feito por Don Diablo. Dois pacotes de remixes foram disponibilizados, um em formato digital na iTunes Store e outro para streaming no serviço Tidal: o primeiro contém produções de Offer Nissim, Armand Van Helden, S-Man, Razor N Guido, Midskap, Don Diablo, Dirty Pop, DJ Mike Cruz, Thrill e DJ Yiannis, e o segundo apresenta as mesmas edições, acrescidas de uma feita por Paul Andrews e outra feita por RedTop.
| Download digital |             |         |  |
| N.º              | Título      | Duração |  |
| 1.               | "Ghosttown" | 4:09    |  |

| CD single |                                |         |  |
| N.º       | Título                         | Duração |  |
| 1.        | "Ghosttown"                    | 4:09    |  |
| 2.        | "Ghosttown" (Don Diablo Remix) | 4:49    |  |

| Pacote de remixes digital |                                           |         |  |
| N.º                       | Título                                    | Duração |  |
| 1.                        | "Ghosttown" (Offer Nissim Drama Remix)    | 7:17    |  |
| 2.                        | "Ghosttown" (Armand Van Helden Remix)     | 6:16    |  |
| 3.                        | "Ghosttown" (S-Man Mix)                   | 6:08    |  |
| 4.                        | "Ghosttown" (Razor N Guido Remix)         | 7:46    |  |
| 5.                        | "Ghosttown" (Mindskap Remix)              | 5:35    |  |
| 6.                        | "Ghosttown" (Don Diablo Remix)            | 4:47    |  |
| 7.                        | "Ghosttown" (Dirty Pop Intro Remix)       | 5:20    |  |
| 8.                        | "Ghosttown" (DJ Mike Cruz Mix Show Edit)  | 7:05    |  |
| 9.                        | "Ghosttown" (Thrill Remix)                | 6:27    |  |
| 10.                       | "Ghosttown" (DJ Yiannis String Intro Mix) | 1:40    |  |

| Pacote de remixes em streaming |                                                    |         |  |
| N.º                            | Título                                             | Duração |  |
| 1.                             | "Ghosttown" (Offer Nissim Drama Remix)             | 7:17    |  |
| 2.                             | "Ghosttown" (Armand Van Helden Remix)              | 6:16    |  |
| 3.                             | "Ghosttown" (S-Man Mix)                            | 6:08    |  |
| 4.                             | "Ghosttown" (Razor N Guido Remix)                  | 7:46    |  |
| 5.                             | "Ghosttown" (Mindskap Remix)                       | 5:35    |  |
| 6.                             | "Ghosttown" (Don Diablo Remix)                     | 4:47    |  |
| 7.                             | "Ghosttown" (Dirty Pop Intro Remix)                | 5:20    |  |
| 8.                             | "Ghosttown" (DJ Mike Cruz Mix Show Edit)           | 7:05    |  |
| 9.                             | "Ghosttown" (Thrill Remix)                         | 6:27    |  |
| 10.                            | "Ghosttown" (DJ Yiannis String Intro Mix)          | 1:40    |  |
| 11.                            | "Ghosttown" (A Paul Andrews Reconstruction Mix)    | 4:08    |  |
| 12.                            | "Ghosttown" (RedTop's If I Were a Carpenter Remix) | 5:49    |  |

## Créditos
Todo o processo de elaboração de "Ghosttown" atribui os seguintes créditos:

### Canção
Publicação
- Publicada pelas empresas Webo Girl Publishing, Inc. (ASCAP), BMG Platinum Songs, Bad Robot (BMI), Warner-Tamerlane Publishing Corp./East Pond Publishing (BMI), Seven Summits Music e Casbah Kid (BMI)

Produção
| - Madonna: composição, produção, vocalista principal, vocalista de apoio - Billboard: produção - Evan Bogart: composição - Sean Douglas: composição | - Jason Evigan: composição, produção, vocalista de apoio - Demacio "Demo" Castellon: engenharia, mixagem - Ron Taylor: engenharia adicional de Pro Tools |

### Vídeo
| - Filmado em Los Angeles, Califórnia - Participação especial de Terrence Howard - Direção: Jonas Åkerlund - Produção: Black Dog Films - Edição: Danny B. Tull - Edição adicional: Hamish Lyons - Design de produção: Emma Fairley - Direção artística: Christian Zollenkopf - Decoração de cenários: Amy Sather Smith - Ilustrações: Tomoya Imai | - Artes cênicas: Linda Lauderbagh - Efeitos especiais: Sherry O'Connor - Supervisão de efeitos especiais: Ian O'Connor - Engenharia de vídeo: John L. Baker - Técnica de imagem digital: Sean P. Curtis - Cabelo: Andy LeCompte - Maquiagem: Aaron Henrikson - Figurino: B. Åkerlund - Coreografia: Megan Lawson |

## Desempenho nas tabelas musicais

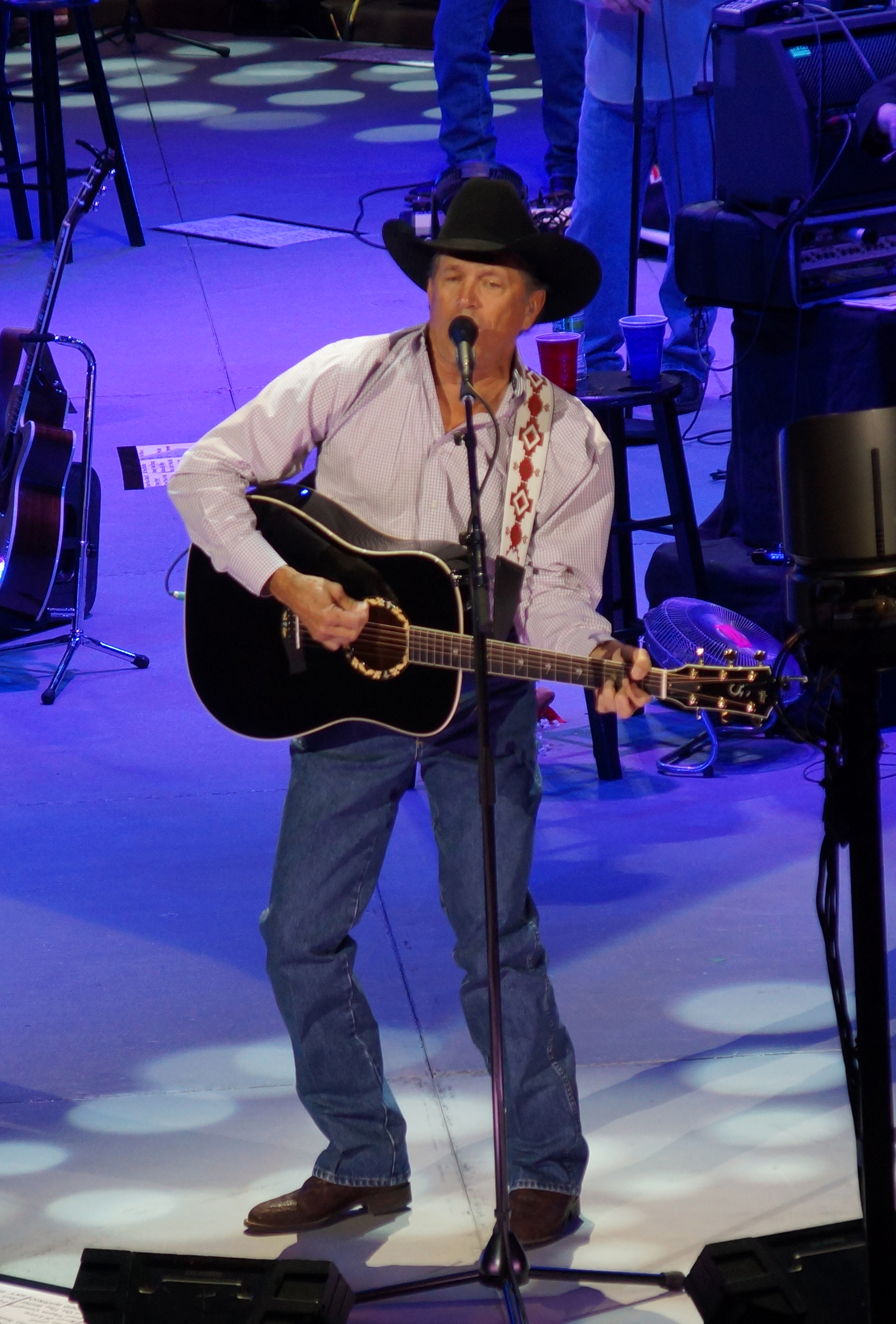
Com "Ghosttown" tornando-se sua 45.ª liderança da Hot Dance Club Songs, Madonna desempatou com o cantor country George Strait (imagem) e tornou-se a artista com mais números um em uma parada da Billboard.

Após o seu lançamento na pré-venda de Rebel Heart, "Ghosttown" entrou em diversas tabelas europeias. Na França, entrou na 70.ª posição da parada de singles publicada pela Syndicat National de l'Édition Phonographique (SNEP), caindo para o número 105 na semana seguinte. Com a distribuição oficial do álbum, a canção reentrou no 60.º posto da tabela. Mais tarde, com o lançamento do CD single, atingiu um novo pico no número 34, liderando a tabela de singles físicos. Na Espanha, debutou na posição 41 da parada da Productores de Música de España (PROMUSICAE), que foi sua posição de pico, ficando na tabela por duas semanas. Na Suíça, constatou na 37.ª colocação da Schweizer Hitparade, porém permaneceu no gráfico por apenas uma edição, enquanto na Alemanha culminou no 34.º emprego. No Reino Unido, a obra teve como melhor resultado o número 117 da UK Singles Chart, enquanto na Escócia estreou e culminou na 86.ª posição. A canção foi mais bem sucedida na Itália, onde obteve como pico a 20.ª colocação da tabela de singles da Federazione Industria Musicale Italiana (FIMI), permanecendo entre os cem mais comprados por 19 semanas, constando na posição de número 92 entre os mais bem sucedidos no país em 2015 e recebendo uma certificação de platina da empresa em reconhecimento às 50 mil unidades compradas. Outras tabelas na qual "Ghosttown" entrou incluem as belgas Ultratip de Flandres (sexta posição) e da Valônia (terceira posição), a Finlândia (14.ª posição), a Hungria (17.ª posição), a Rússia (posição 112) e a sueca DigiListan (20.ª posição).
Nos Estados Unidos, "Ghosttown" foi promovida às rádios adult contemporary por reproduções regulares em estações da iHeartRadio. A canção estreou no número 21 da tabela Adult Contemporary, marcando a 36.ª entrada de Madonna nela, o que fez dela a quinta artista com mais canções na parada, atrás de Elton John (43), Céline Dion (41) e Rod Stewart (40), e sua primeira desde 2006 com "Jump". Atingiu um pico no número 21 da parada, enquanto na Adult Pop Songs — onde foi a 19.ª entrada da cantora — debutou e culminou no número 38, também impulsionada por reproduções da iHeartRadio. Na semana de 25 de abril de 2015, "Ghosttown" estreou no 41.º posto da Hot Dance Club Songs. Nas quatro semanas seguintes, foi a canção que obteve maiores saltos na parada e, em 30 de maio de 2015, atingiu o topo, tornando-se a 45.ª liderança de Madonna na tabela. Com isso, ela se tornou a artista com mais números um em uma tabela da Billboard, desempatando com o cantor country George Strait, que tinha 44 lideranças na Hot Country Songs, e aumentando sua vantagem em relação a Beyoncé e Rihanna que, com 22 números um na parada até então, estavam empatadas na segunda colocação entre os artistas com mais números um na Hot Dance Club Songs. "Ghosttown" também entrou na Hot Single Sales, atingindo a terceira colocação como melhor em 6 de junho de 2015.
| Tabela musical (2015)                 | Melhor posição |
| ------------------------------------- | -------------- |
| Alemanha (GfK Entertainment Charts)   | 34             |
| Bélgica (Ultratop 50 de Flandres)     | 6              |
| Bélgica (Ultratop 40 da Valônia)      | 3              |
| Canadá (Canadian Hot 100)             | 40             |
| Escócia (OCC)                         | 84             |
| Eslovênia (SloTop50)                  | 38             |
| Espanha (PROMUSICAE)                  | 41             |
| Estados Unidos (Adult Contemporary)   | 18             |
| Estados Unidos (Adult Top 40)         | 38             |
| Estados Unidos (Dance Club Songs)     | 1              |
| Estados Unidos (Hot 100 Single Sales) | 3              |
| Finlândia (IFPI Finlândia)            | 14             |
| França (SNEP)                         | 34             |
| Hungria (Rádiós Top 40)               | 16             |
| Hungria (Single Top 40)               | 17             |
| Itália (FIMI)                         | 20             |
| Reino Unido (UK Singles Chart)        | 117            |
| Suécia (Sverigetopplistan)            | 20             |
| Suíça (Schweizer Hitparade)           | 39             |
| Rússia (Tophit)                       | 112            |

| Tabela musical (2016) | Posição |
| --------------------- | ------- |
| Itália (FIMI)         | 92      |

| Região                                                       | Certificação | Vendas  |
| ------------------------------------------------------------ | ------------ | ------- |
| Itália (FIMI)                                                | Platina      | 50,000‡ |
| ‡vendas+valores de streaming baseados apenas na certificação |              |         |

## Histórico de lançamento
| País           | Data                | Formato                   | Gravadora       |
| -------------- | ------------------- | ------------------------- | --------------- |
| Itália         | 13 de março de 2015 | Rádios mainstream         | Interscope      |
| Austrália      | 20 de março de 2015 | Rádios mainstream         | Universal Music |
| Reino Unido    | 20 de abril de 2015 | Rádios mainstream         | Polydor         |
| Alemanha       | 24 de abril de 2015 | CD single                 | Universal       |
| França         | 27 de abril de 2015 | CD single                 | Polydor         |
| Estados Unidos | 18 de maio de 2015  | Pacote digital de remixes | Interscope      |